# Поклонение на влъхвите
 Тази статия е за разказа от Новия завет.  За други статии с това име вижте Поклонение на влъхвите (пояснение).  
Поклонението на влъхвите е евангелски сюжет за мъдреците, които идват от Изток (на гръцки: μάγοι ἀπὸ ἀνατολῶν), за да се поклонят на младенеца Исус и да му дадат дарове.
При католиците поклонението на влъхвите се отбелезва в деня на Богоявление (6 януари). В някои страни празникът носи името празник на тримата царе. Особено е пищен в испаноезичните страни (la festividad de los Reyes Magos).
Тримата царе са Гаспар, Мелхиор и Балтазар и паметта им католическата църква отбелязва на 23 юли.